# Стол для заседаний
Стол для заседаний — мебельное изделие обычно круглой, овальной или прямоугольной формы, используемое в переговорных, бизнес-ложах, VIP-зонах, кабинетах руководителей и других нежилых помещениях. При использовании стола для заседаний предполагается рассадка участников встречи по всему периметру изделия.

## Форма столов для заседаний
Столы для заседаний выпускают строгих форм без заполнения внутреннего пространства. То есть такие изделия обычно не имеют встроенных шкафов, отсеков, выдвижных модулей, ниш. Они могут быть выполнены в форме букв "П" и "О" (такие столы собираются из нескольких мебельных элементов) или быть цельной конструкцией. Наиболее популярные формы столов — овал, круг, прямоугольник. Крайне редко встречаются столы трапециевидной и треугольной форм.
Столы для заседаний также различают по функционалу:
- переговорные (рассчитанные на рассадку не менее 4 человек и занимающие большую часть пространства офисного помещения);
- конференц-столы: меньше переговорных, так как предполагается, что большая часть участников встречи будет находиться удалённо;
- столы бизнес-класса: дорогие изделия с широкой столешницей, обычно лакированные и с дорогой отделкой.

## Особенности изготовления столов для заседаний
Столы для заседаний изготавливают из стекла, металла, массива, пластика, ДСП, МДФ и других материалов. Крайне редко используется мрамор и кожа. Обычно выпускают столы стационарного типа (со сплошной столешницей), также изготавливаются модульные столы для заседаний. Они лёгкие, простые в плане разборки и используются для организации выездных конференций, встреч, совещаний.